# Kallaste
Kallaste est une ville d’Estonie à l’est du pays dans la région de Tartu, au bord du lac Peïpous. Sa population est en majorité russophone et a la particularité d’abriter une minorité importante de vieux-croyants russophones. Les Estoniens de souche représentent 15 % de la population sur les 1 115 habitants au 1er janvier 2010.

## Historique
La ville tient son nom du mot estonien kallas signifiant « rive ». Les Russes appelaient autrefois cet endroit Krasnaïa Gora, ce qui se traduit par « mont Rouge » (à cause du grès rouge sur les rives du lac), car c’était autrefois un village de pêcheurs russes vieux-croyants formé autour du XVIIIe siècle, lorsqu’une frange de l’orthodoxie russe refuse les réformes de Pierre le Grand, provoquant le départ de paysans aux marges de l’Empire. Le village fait partie du gouvernement de Livonie appartenant à l’Empire russe à partir du XVIIIe siècle, jusqu’à l’indépendance estonienne. Kallaste a le statut de commune rurale en 1921 et de ville en 1938.

## Population

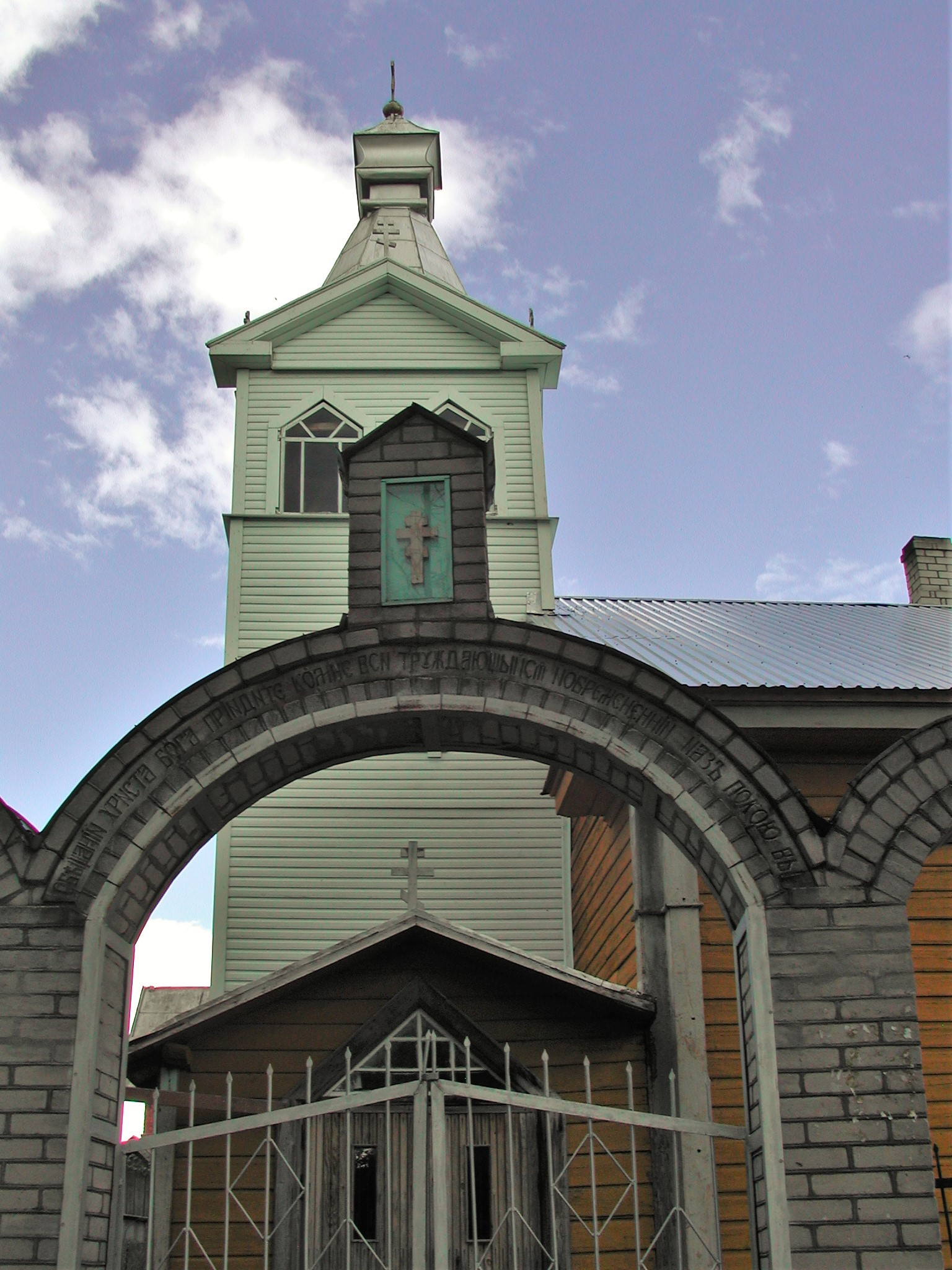
Vue de l’église des vieux-croyants de Kallaste

- 1897 : 1 354 habitants
- 1922 : 1 627 habitants
- 1934 : 1 605 habitants
- 1939 : 1 570 habitants
- 1959: 1 668 habitants
- 1970 : 1 604 habitants
- 1979 : 1 431 habitants
- 1989 : 1 328 habitants
- 2000 : 1 195 habitants
- 2010 : 1 115 habitants

## Religion
En 2000, les athées et non-baptisés représentaient 39,15 % de la population, suivis de 36,21 % de vieux-croyants, de 17,55 % d’orthodoxes, et enfin de 17,10 % de luthériens[réf. souhaitée].